# アメリカ合衆国海軍次官補

アメリカ合衆国海軍次官補及び法務総監の旗

アメリカ合衆国海軍次官補（あめりかがっしゅうこくかいぐんじかんほ Assistant Secretary of the Navy）は、アメリカ合衆国海軍省における幹部の役職。4名が置かれており、海軍次官(Under Secretary of the Navy)等とともに長官官房に属する。
海軍次官補は、文民であり、アメリカ合衆国大統領の指名を受け、アメリカ合衆国上院の助言と承認を得て就任する。海軍次官補は4名であり、海軍長官(Secretary of the Navy)の監督を受け、以下のような責任分野が割り当てられている（2024年時点）。
- 人材及び予備役(Manpower and Reserve Affairs)
- 財務管理(Financial Management)
- 調査、開発及び取得(Research, Development, and Acquisition)
- エネルギー、施設及び環境(Energy, Installations, and Environment)

なお、Assistant Secretary of the Navyは1954年までは、海軍次官としての役職であった。